# Dean Stoneman

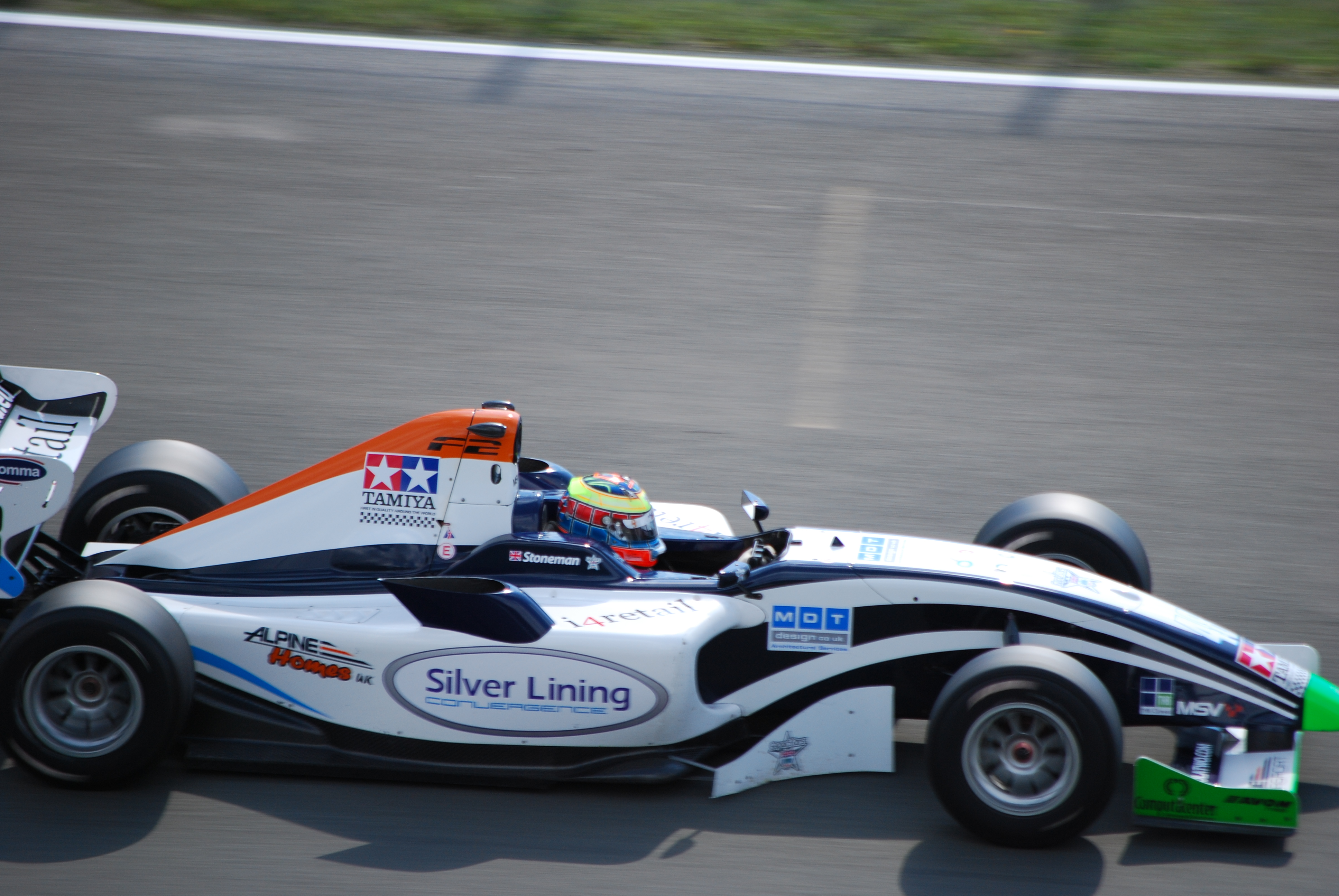
Dean Stoneman podczas wyścigu F2, w 2010

Dean Colin Stoneman (ur. 24 lipca 1990) – brytyjski kierowca wyścigowy.

## Życiorys

### Brytyjska Formuła Renault
Dean karierę rozpoczął w roku 2002, od startów w kartingu. W 2006 roku zadebiutował w wyścigach samochodów jednomiejscowych, biorąc udział w trzech ostatnich wyścigach sezonu Brytyjskiej Formuły Renault, w cyklu BARC. Nie zdobył jednak punktów. W okresie posezonowym ścigał się w zimowym cyklu głównej serii Brytyjskiej Formuły Renault. Zdobyte punkty sklasyfikowały go na 19. miejscu.
W sezonie 2007 brał udział w całym cyklu BARC. Stanąwszy dziewięciokrotnie na podium (w tym trzykrotnie na najwyższym stopniu), zmagania zakończył na 2. miejscu, ze stratą jednego punktu do zwycięzcy. W zimowym cyklu został sklasyfikowany na 6. pozycji (w ciągu czterech wyścigów dwukrotnie zmieścił się w pierwszej trójce).
W roku 2008 Stoneman przeniósł się do bardziej prestiżowej edycji Brytyjskiej Formuły Renault. W ciągu sezonu uzyskał podobne wyniki do zeszłego roku (dziewięć miejsc na podium, w tym trzy wygrane), jednakże w końcowej klasyfikacji zajął 4. pozycję. Po raz ostatni pojawił się w zimowym cyklu, w którym został sklasyfikowany na 3. lokacie. Największym sukcesem Brytyjczyka był jednak triumf w prestiżowym wyścigu tej serii – Graduate Cup.
Sezon 2009 był ostatnim dla Deana w Brytyjskiej Formule Renault. Pomimo większej zdobyczy punktowej, w generalnej klasyfikacji ponownie zajął 4. miejsce. W tym czasie osiem razy stanął na podium, z czego raz na najwyższym stopniu.

### Formuła 2
W sezonie 2010, będąc sponsorowanym przez Junior Lotus Racing, Stoneman ścigał się w Formule 2. Już w pierwszym roku startów należał do czołówki serii, a dzięki mocnej końcówce, Brytyjczyk po raz pierwszy sięgnął po tytuł mistrzowski, pokonując w bezpośrednim pojedynku swojego rodaka Jolyona Palmera. W ciągu osiemnastu wyścigów, aż trzynastokrotnie meldował się na podium, w tym sześć razy na pierwszym miejscu (tyle samo razy startował również z pole position).

### Formuła Renault 3.5
Pod koniec roku 2010, Brytyjczyk wziął udział w ostatniej rundzie sezonu Formuły Renault 3.5. Reprezentując Junior Lotus Racing, rywalizację ukończył na odległych pozycjach, zajmując odpowiednio osiemnaste i czternaste miejsce (na hiszpańskim torze Circuit de Catalunya).

### Formuła 1
Dzięki zwycięstwu w F2, Dean dostał szansę testów w brytyjskiej stajni F1 – Williams.

### Seria GP3
Po dwóch sezonach startów w samochodach turystycznych, Stoneman zastąpił Aaro Vainio w bolidzie Koiranen GP podczas rundy serii GP3 na torze Yas Marina Circuit. W sobotnim wyścigu uplasował się na szóstym miejscu, a w niedzielę stanął na drugim stopniu podium. Ostatecznie z dorobkiem 20 punktów został sklasyfikowany na szesnastej pozycji w klasyfikacji generalnej.
W sezonie 2014 Brytyjczyk dołączył do ekipy Marussia Manor Racing, jednak po wycofaniu się tej ekipy, w Soczi Stoneman zmienił zespół na Koiranen GP. Już w drugim wyścigu pierwszej rundy w Barcelonie odniósł zwycięstwo. Na kolejny sukces Brytyjczyk czekał do pierwszego wyścigu w Belgii. Z Marussią wygrał także sprint we Włoszech. Po przenosinach do fińskiej ekipy Koiranen Stoneman wywalczył pole position w Soczi i w wyścigu prowadził od startu do mety. W drugim wyścigu uplasował się na drugiej pozycji. Dzięki startom w Rosji przeskoczył z dziewiątej na drugą pozycję w klasyfikacji generalnej. Ponadto Brytyjczyk jako jedyny miał szansę na pokonanie Alexa Lynna w walce o mistrzowski tytuł. Mimo że wygrał pierwszy wyścig w Abu Zabi, piąte miejsce Lynna, zdecydowało, że Stoneman został sklasyfikowany na drugiej pozycji.

### Formuła Renault 3.5
Jeszcze przed sezonem Dean został juniorem Red Bulla. W ich barwach reprezentował francuską stajnię DAMS w Formule Renault 3.5, do której przymierzał się cztery lata wcześniej, lecz z powodu choroby nie przystąpił do rywalizacji. Już w pierwszym starcie dojechał na trzeciej lokacie. W ośmiu pierwszych startach czterokrotnie stawał na podium. Dobra passa skończyła się jednak w drugiej połowie sezonu, co w konsekwencji wpłynęło także na klasyfikację generalną. Z dorobkiem 130 punktów zmagania zakończył na 6. miejscu, choć długo utrzymywał się na trzecim.

### Seria GP2
W sezonie 2015 zadebiutował w serii GP2. Począwszy od rundy na torze rosyjskim torze Sochi Autodrom reprezentował barwy brytyjskiej ekipy Carlin, gdzie zastąpił Kolumbijczyka Juliana Leala. Już w pierwszym starcie sięgnął po punkty, zajmując dziewiątą lokatę. Była to jednak jedyna zdobycz punktowa w ciągu pięciu startów. W klasyfikacji generalnej zajął 24. pozycję.

## Wyniki

### GP2
| Legenda oznaczeń w tabelach wyników Wyświetl szablon na nowej stronie | Legenda oznaczeń w tabelach wyników Wyświetl szablon na nowej stronie                                                                     |
| Oznaczenie                                                            | Wyjaśnienie |
| --------------------------------------------------------------------- | --- |
| Złoty                                                                 | Zwycięzca lub mistrzostwo |
| Srebrny                                                               | 2. miejsce lub wicemistrzostwo |
| Brązowy                                                               | 3. miejsce lub II wicemistrzostwo |
| Zielony                                                               | Ukończył, punktował (w klasyfikacji generalnej, gdy zdobył co najmniej jeden punkt na przestrzeni sezonu, poza trzema powyższymi opcjami) |
| Niebieski                                                             | Ukończył, nie punktował (w klasyfikacji generalnej, gdy nie zdobył co najmniej jednego punktu na przestrzeni sezonu)                      |
| Czerwony                                                              | Nie zakwalifikował się (NZ) |
| Czerwony                                                              | Nie prekwalifikował się (NPK) |
| Różowy                                                                | Nie ukończył (NU) |
| Różowy                                                                | Niesklasyfikowany (NS) (w klasyfikacji generalnej, gdy nie został sklasyfikowany w żadnym wyścigu sezonu)                                 |
| Czarny                                                                | Zdyskwalifikowany (DK) |
| Czarny                                                                | Wykluczony (WYK/EX) |
| Biały                                                                 | Nie wystartował (NW) |
| Biały                                                                 | Kontuzjowany (K/INJ) |
| Biały                                                                 | Wyścig odwołany (OD/C) |
| Bez koloru                                                            | Został wycofany (WYC/WD) |
| Bez koloru                                                            | Nie przybył (NP/DNA) |
| Bez koloru                                                            | Nie brał udziału w treningach (NT/DNP) |
| Bez koloru                                                            | Nie został zgłoszony (–) |
| Pogrubienie                                                           | Start z pole position |
| Kursywa                                                               | Najszybsze okrążenie wyścigu |
| †                                                                     | Nie ukończył, ale jego rezultat został zaliczony ze względu na przejechanie więcej niż 90% dystansu wyścigu.                              |
| *                                                                     | Sezon w trakcie |
| 1/2/3                                                                 | Punktowana pozycja w sprincie kwalifikacyjnym                                                                                             |
| Lista systemów punktacji Formuły 1                                    | |

| Rok  | Zespół | Wyniki w poszczególnych eliminacjach | Wyniki w poszczególnych eliminacjach | Wyniki w poszczególnych eliminacjach | Wyniki w poszczególnych eliminacjach | Wyniki w poszczególnych eliminacjach | Wyniki w poszczególnych eliminacjach | Wyniki w poszczególnych eliminacjach | Wyniki w poszczególnych eliminacjach | Wyniki w poszczególnych eliminacjach | Wyniki w poszczególnych eliminacjach | Wyniki w poszczególnych eliminacjach | Wyniki w poszczególnych eliminacjach | Wyniki w poszczególnych eliminacjach | Wyniki w poszczególnych eliminacjach | Wyniki w poszczególnych eliminacjach | Wyniki w poszczególnych eliminacjach | Wyniki w poszczególnych eliminacjach | Wyniki w poszczególnych eliminacjach | Wyniki w poszczególnych eliminacjach | Wyniki w poszczególnych eliminacjach | Wyniki w poszczególnych eliminacjach | Punkty | Pozycja |
| ---- | ------ | ------------------------------------ | ------------------------------------ | ------------------------------------ | ------------------------------------ | ------------------------------------ | ------------------------------------ | ------------------------------------ | ------------------------------------ | ------------------------------------ | ------------------------------------ | ------------------------------------ | ------------------------------------ | ------------------------------------ | ------------------------------------ | ------------------------------------ | ------------------------------------ | ------------------------------------ | ------------------------------------ | ------------------------------------ | ------------------------------------ | ------------------------------------ | ------ | ------- |
| 2015 | Carlin | BHR                                  | BHR                                  | ESP                                  | ESP                                  | MON                                  | MON                                  | AUT                                  | AUT                                  | GBR                                  | GBR                                  | HUN                                  | HUN                                  | BEL                                  | BEL                                  | ITA                                  | ITA                                  | RUS                                  | RUS                                  | BHR                                  | BHR                                  | ARE                                  | 1      | 24      |
| 2015 | Carlin | -                                    | -                                    | -                                    | -                                    | -                                    | -                                    | -                                    | -                                    | -                                    | -                                    | -                                    | -                                    | -                                    | -                                    | -                                    | -                                    | 9                                    | 16                                   | 21                                   | 12                                   | NU                                   | 1      | 24      |

### GP3
| Legenda oznaczeń w tabelach wyników Wyświetl szablon na nowej stronie | Legenda oznaczeń w tabelach wyników Wyświetl szablon na nowej stronie                                                                     |
| Oznaczenie                                                            | Wyjaśnienie |
| --------------------------------------------------------------------- | --- |
| Złoty                                                                 | Zwycięzca lub mistrzostwo |
| Srebrny                                                               | 2. miejsce lub wicemistrzostwo |
| Brązowy                                                               | 3. miejsce lub II wicemistrzostwo |
| Zielony                                                               | Ukończył, punktował (w klasyfikacji generalnej, gdy zdobył co najmniej jeden punkt na przestrzeni sezonu, poza trzema powyższymi opcjami) |
| Niebieski                                                             | Ukończył, nie punktował (w klasyfikacji generalnej, gdy nie zdobył co najmniej jednego punktu na przestrzeni sezonu)                      |
| Czerwony                                                              | Nie zakwalifikował się (NZ) |
| Czerwony                                                              | Nie prekwalifikował się (NPK) |
| Różowy                                                                | Nie ukończył (NU) |
| Różowy                                                                | Niesklasyfikowany (NS) (w klasyfikacji generalnej, gdy nie został sklasyfikowany w żadnym wyścigu sezonu)                                 |
| Czarny                                                                | Zdyskwalifikowany (DK) |
| Czarny                                                                | Wykluczony (WYK/EX) |
| Biały                                                                 | Nie wystartował (NW) |
| Biały                                                                 | Kontuzjowany (K/INJ) |
| Biały                                                                 | Wyścig odwołany (OD/C) |
| Bez koloru                                                            | Został wycofany (WYC/WD) |
| Bez koloru                                                            | Nie przybył (NP/DNA) |
| Bez koloru                                                            | Nie brał udziału w treningach (NT/DNP) |
| Bez koloru                                                            | Nie został zgłoszony (–) |
| Pogrubienie                                                           | Start z pole position |
| Kursywa                                                               | Najszybsze okrążenie wyścigu |
| †                                                                     | Nie ukończył, ale jego rezultat został zaliczony ze względu na przejechanie więcej niż 90% dystansu wyścigu.                              |
| *                                                                     | Sezon w trakcie |
| 1/2/3                                                                 | Punktowana pozycja w sprincie kwalifikacyjnym                                                                                             |
| Lista systemów punktacji Formuły 1                                    | |

| Rok  | Zespół                | Wyniki w poszczególnych eliminacjach | Wyniki w poszczególnych eliminacjach | Wyniki w poszczególnych eliminacjach | Wyniki w poszczególnych eliminacjach | Wyniki w poszczególnych eliminacjach | Wyniki w poszczególnych eliminacjach | Wyniki w poszczególnych eliminacjach | Wyniki w poszczególnych eliminacjach | Wyniki w poszczególnych eliminacjach | Wyniki w poszczególnych eliminacjach | Wyniki w poszczególnych eliminacjach | Wyniki w poszczególnych eliminacjach | Wyniki w poszczególnych eliminacjach | Wyniki w poszczególnych eliminacjach | Wyniki w poszczególnych eliminacjach | Wyniki w poszczególnych eliminacjach | Wyniki w poszczególnych eliminacjach | Wyniki w poszczególnych eliminacjach | Punkty | Pozycja |
| ---- | --------------------- | ------------------------------------ | ------------------------------------ | ------------------------------------ | ------------------------------------ | ------------------------------------ | ------------------------------------ | ------------------------------------ | ------------------------------------ | ------------------------------------ | ------------------------------------ | ------------------------------------ | ------------------------------------ | ------------------------------------ | ------------------------------------ | ------------------------------------ | ------------------------------------ | ------------------------------------ | ------------------------------------ | ------ | ------- |
| 2013 | Koiranen GP           | ESP                                  | ESP                                  | VAL                                  | VAL                                  | GBR                                  | GBR                                  | DEU                                  | DEU                                  | HUN                                  | HUN                                  | BEL                                  | BEL                                  | ITA                                  | ITA                                  | ARE                                  | ARE                                  |                                      |                                      | 20     | 16      |
| 2013 | Koiranen GP           | -                                    | -                                    | -                                    | -                                    | -                                    | -                                    | -                                    | -                                    | -                                    | -                                    | -                                    | -                                    | -                                    | -                                    | 6                                    | 2                                    |                                      |                                      | 20     | 16      |
| 2014 |                       | ESP                                  | ESP                                  | AUT                                  | AUT                                  | GBR                                  | GBR                                  | DEU                                  | DEU                                  | HUN                                  | HUN                                  | BEL                                  | BEL                                  | ITA                                  | ITA                                  | RUS                                  | RUS                                  | ARE                                  | ARE                                  | 163    | 2       |
| 2014 | Marussia Manor Racing | 7                                    | 1                                    | NU                                   | 10                                   | 10                                   | 18                                   | 5                                    | 4                                    | 9                                    | 8                                    | 1                                    | 9                                    | 5                                    | 1                                    | -                                    | -                                    | -                                    | -                                    | 163    | 2       |
| 2014 | Koiranen GP           | -                                    | -                                    | -                                    | -                                    | -                                    | -                                    | -                                    | -                                    | -                                    | -                                    | -                                    | -                                    | -                                    | -                                    | 1                                    | 2                                    | 1                                    | NU                                   | 163    | 2       |

### Formuła Renault 3.5
| Legenda oznaczeń w tabelach wyników Wyświetl szablon na nowej stronie | Legenda oznaczeń w tabelach wyników Wyświetl szablon na nowej stronie                                                                     |
| Oznaczenie                                                            | Wyjaśnienie |
| --------------------------------------------------------------------- | --- |
| Złoty                                                                 | Zwycięzca lub mistrzostwo |
| Srebrny                                                               | 2. miejsce lub wicemistrzostwo |
| Brązowy                                                               | 3. miejsce lub II wicemistrzostwo |
| Zielony                                                               | Ukończył, punktował (w klasyfikacji generalnej, gdy zdobył co najmniej jeden punkt na przestrzeni sezonu, poza trzema powyższymi opcjami) |
| Niebieski                                                             | Ukończył, nie punktował (w klasyfikacji generalnej, gdy nie zdobył co najmniej jednego punktu na przestrzeni sezonu)                      |
| Czerwony                                                              | Nie zakwalifikował się (NZ) |
| Czerwony                                                              | Nie prekwalifikował się (NPK) |
| Różowy                                                                | Nie ukończył (NU) |
| Różowy                                                                | Niesklasyfikowany (NS) (w klasyfikacji generalnej, gdy nie został sklasyfikowany w żadnym wyścigu sezonu)                                 |
| Czarny                                                                | Zdyskwalifikowany (DK) |
| Czarny                                                                | Wykluczony (WYK/EX) |
| Biały                                                                 | Nie wystartował (NW) |
| Biały                                                                 | Kontuzjowany (K/INJ) |
| Biały                                                                 | Wyścig odwołany (OD/C) |
| Bez koloru                                                            | Został wycofany (WYC/WD) |
| Bez koloru                                                            | Nie przybył (NP/DNA) |
| Bez koloru                                                            | Nie brał udziału w treningach (NT/DNP) |
| Bez koloru                                                            | Nie został zgłoszony (–) |
| Pogrubienie                                                           | Start z pole position |
| Kursywa                                                               | Najszybsze okrążenie wyścigu |
| †                                                                     | Nie ukończył, ale jego rezultat został zaliczony ze względu na przejechanie więcej niż 90% dystansu wyścigu.                              |
| *                                                                     | Sezon w trakcie |
| 1/2/3                                                                 | Punktowana pozycja w sprincie kwalifikacyjnym                                                                                             |
| Lista systemów punktacji Formuły 1                                    | |

| Rok  | Zespół              | Wyniki w poszczególnych eliminacjach | Wyniki w poszczególnych eliminacjach | Wyniki w poszczególnych eliminacjach | Wyniki w poszczególnych eliminacjach | Wyniki w poszczególnych eliminacjach | Wyniki w poszczególnych eliminacjach | Wyniki w poszczególnych eliminacjach | Wyniki w poszczególnych eliminacjach | Wyniki w poszczególnych eliminacjach | Wyniki w poszczególnych eliminacjach | Wyniki w poszczególnych eliminacjach | Wyniki w poszczególnych eliminacjach | Wyniki w poszczególnych eliminacjach | Wyniki w poszczególnych eliminacjach | Wyniki w poszczególnych eliminacjach | Wyniki w poszczególnych eliminacjach | Wyniki w poszczególnych eliminacjach | Punkty | Pozycja |
| ---- | ------------------- | ------------------------------------ | ------------------------------------ | ------------------------------------ | ------------------------------------ | ------------------------------------ | ------------------------------------ | ------------------------------------ | ------------------------------------ | ------------------------------------ | ------------------------------------ | ------------------------------------ | ------------------------------------ | ------------------------------------ | ------------------------------------ | ------------------------------------ | ------------------------------------ | ------------------------------------ | ------ | ------- |
| 2010 | Junior Lotus Racing | ARA                                  | ARA                                  | BEL                                  | BEL                                  | MON                                  | CZE                                  | CZE                                  | FRA                                  | FRA                                  | HUN                                  | HUN                                  | DEU                                  | DEU                                  | GBR                                  | GBR                                  | CAT                                  | CAT                                  | 0      | 26      |
| 2010 | Junior Lotus Racing | -                                    | -                                    | -                                    | -                                    | -                                    | -                                    | -                                    | -                                    | -                                    | -                                    | -                                    | -                                    | -                                    | -                                    | -                                    | 18                                   | 14                                   | 0      | 26      |
| 2015 | DAMS                | ARA                                  | ARA                                  | MON                                  | BEL                                  | BEL                                  | HUN                                  | HUN                                  | AUT                                  | AUT                                  | UK                                   | UK                                   | DEU                                  | DEU                                  | FRA                                  | FRA                                  | JER                                  | JER                                  | 130    | 6       |
| 2015 | DAMS                | 3                                    | 12                                   | 2                                    | 3                                    | 4                                    | 6                                    | 12                                   | 2                                    | NU                                   | NU                                   | 4                                    | NU                                   | 6                                    | 4                                    | 4                                    | 13                                   | NU                                   | 130    | 6       |

### Podsumowanie
| Sezon | Seria                                     | Zespół                | Wyścigi          | Zwycięstwa       | PP               | NO               | Podium           | Punkty           | Pozycja          |
| ----- | ----------------------------------------- | --------------------- | ---------------- | ---------------- | ---------------- | ---------------- | ---------------- | ---------------- | ---------------- |
| 2006  | Brytyjska Formuła Renault BARC            | Alpine Motorsport     | 3                | 0                | 0                | 0                | 0                | 0                | 26               |
| 2006  | Brytyjska Formuła Renault (zimowa edycja) | Alpine Motorsport     | 4                | 0                | 0                | 0                | 0                | 19               | 19               |
| 2007  | Brytyjska Formuła Renault BARC            | Alpine Motorsport     | 12               | 3                | 3                | 2                | 9                | 131              | 2                |
| 2007  | Brytyjska Formuła Renault (zimowa edycja) | Alpine Motorsport     | 4                | 0                | 0                | 0                | 2                | 74               | 6                |
| 2008  | Brytyjska Formuła Renault                 | Alpine Motorsport     | 20               | 3                | 3                | 1                | 9                | 398              | 4                |
| 2008  | Brytyjska Formuła Renault (zimowa edycja) | Alpine Motorsport     | 4                | 1                | 0                | 0                | 2                | 73               | 3                |
| 2008  | Brytyjska Formuła Renault Graduate Cup    | Alpine Motorsport     | 1                | 1                | 1                | 1                | 1                | n/a              | 1                |
| 2009  | Brytyjska Formuła Renault                 | Alpine Motorsport     | 20               | 1                | 1                | 0                | 8                | 418              | 4                |
| 2010  | Formuła 2                                 | Silver Lining         | 18               | 6                | 6                | 4                | 13               | 284              | 1                |
| 2010  | Formuła Renault 3.5                       | Junior Lotus Racing   | 2                | 0                | 0                | 0                | 0                | 0                | 26               |
| 2010  | Formuła 1                                 | AT&T Williams F1 Team | Kierowca testowy | Kierowca testowy | Kierowca testowy | Kierowca testowy | Kierowca testowy | Kierowca testowy | Kierowca testowy |
| 2012  | Radical European Masters - Masters        | Radical UK Works Team | 2                | 0                | 0                | 0                | 1                | 24               | 15               |
| 2013  | Brytyjski Puchar Porsche Carrera          | Redline Racing        | 18               | 5                | 2                | 4                | 10               | 231              | 5                |
| 2013  | Seria GP3                                 | Koiranen GP           | 2                | 0                | 0                | 0                | 1                | 20               | 16               |
| 2014  | Seria GP3                                 | Marussia Manor Racing | 18               | 5                | 1                | 1                | 6                | 163              | 2                |
| 2014  | Seria GP3                                 | Koiranen GP           | 18               | 5                | 1                | 1                | 6                | 163              | 2                |
| 2015  | Formuła Renault 3.5                       | DAMS                  | 17               | 0                | 0                | 0                | 4                | 130              | 6                |
| 2015  | Seria GP2                                 | Carlin                | 6                | 0                | 0                | 0                | 0                | 1                | 24               |